# Центр інтерпретації

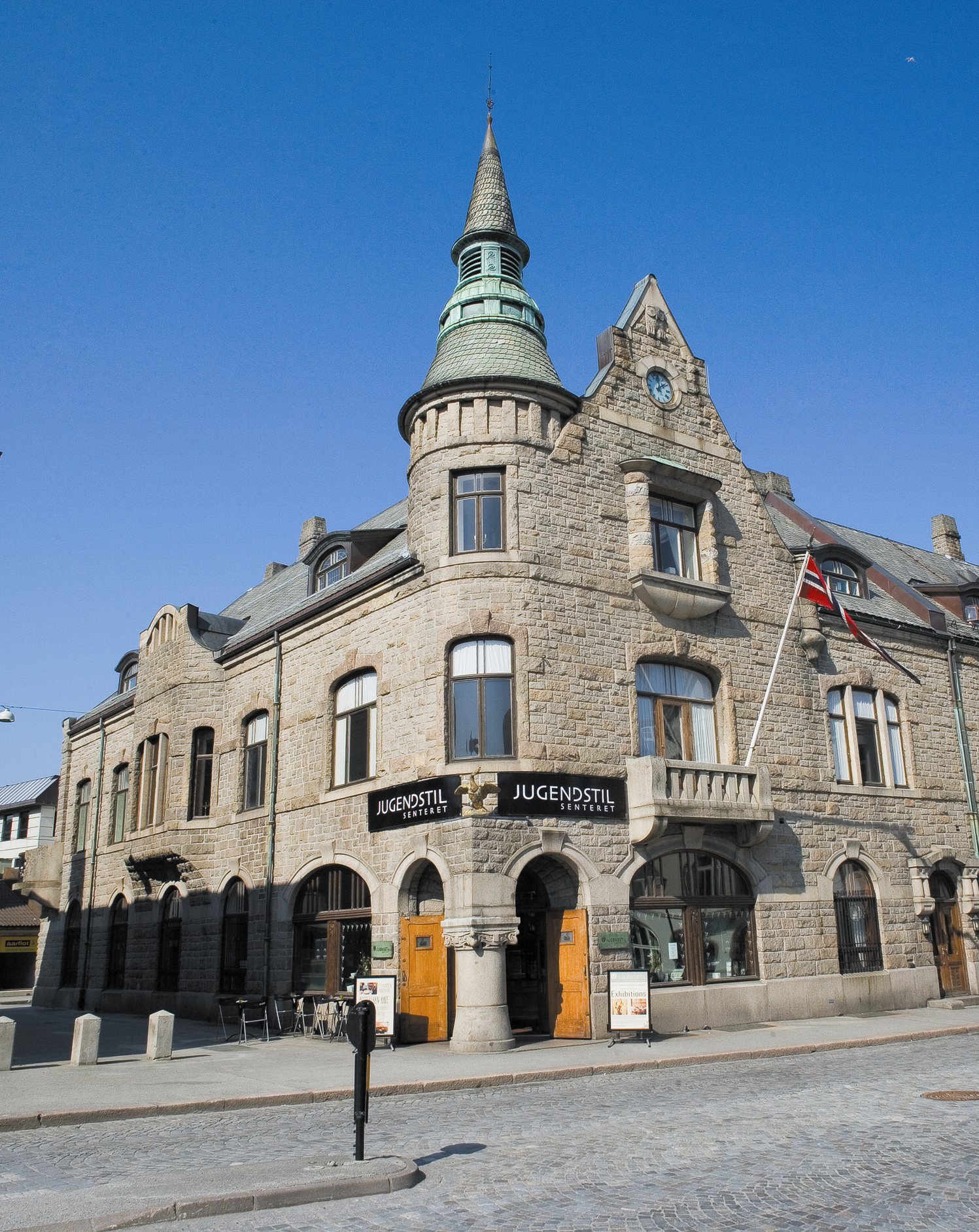
Центр інтерпретації в стилі арт-нуво (югендстиль) поблизу м. Олесунн, Норвегія.

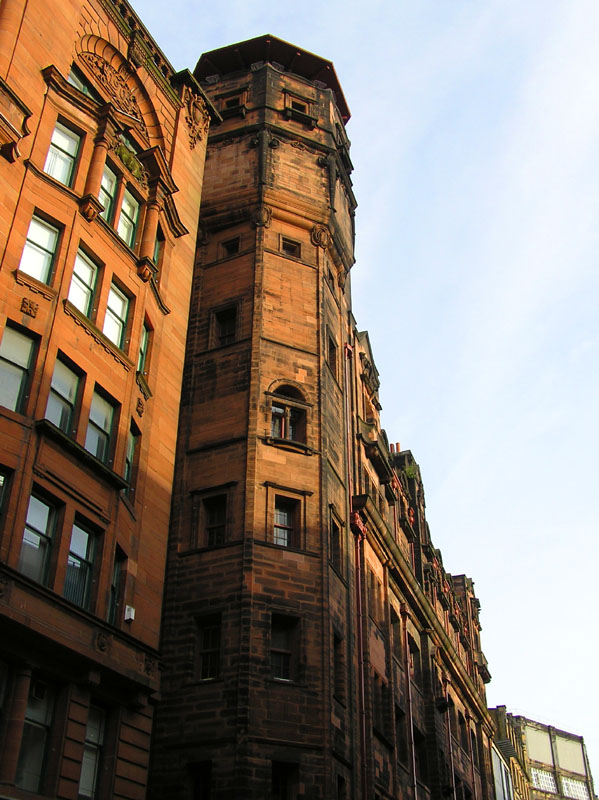
Центр інтерпретації Макінтош у будинку «The Lighthouse (Glasgow)», де розташовувалася редакція газети Glasgow Herald, яку видавав Чарльз Ренні Макінтош.

Центр інтерпретації (англ. Interpretation centre) — поширений в Європі та Канаді тип організацій, спрямованих на збереження і поширення знань про місцеву культурну спадщину. Термін «інтерпретація культурної спадщини» походить з європейської філософії герменевтики. Їх можна розглядати як особливий тип музею з інформаційним центром, або як різновид екомузею, розташованого в прив'язці до культурно-історичного або природного пам'ятника або місцевості.
Центри інтерпретації використовують різні презентаційно-інформаційні можливості з тим, щоб допомогти відвідувачам зрозуміти важливість місцевої спадщини, стимулювати їх інтелектуальну й емоційну прихильність до спадщини. Окрім надання інформації та презентацій, можуть влаштовуватися мініспектаклі і т. д.
На відміну від традиційних музеїв, основна мета центрів інтерпретації полягає не в тому, щоб збирати та зберігати артефакти; швидше це спеціальні установи для роз'яснення важливості місцевої спадщини. Вони можуть, хоча і не обов'язково, грати педагогічну або просвітницьку роль. Для збору і збереження артефактів центри інтерпретації зазвичай звертаються до сторонніх спеціалізованих агентств і організацій.